# Christus-Erlöser-Kirche (Frýdlant v Čechách)

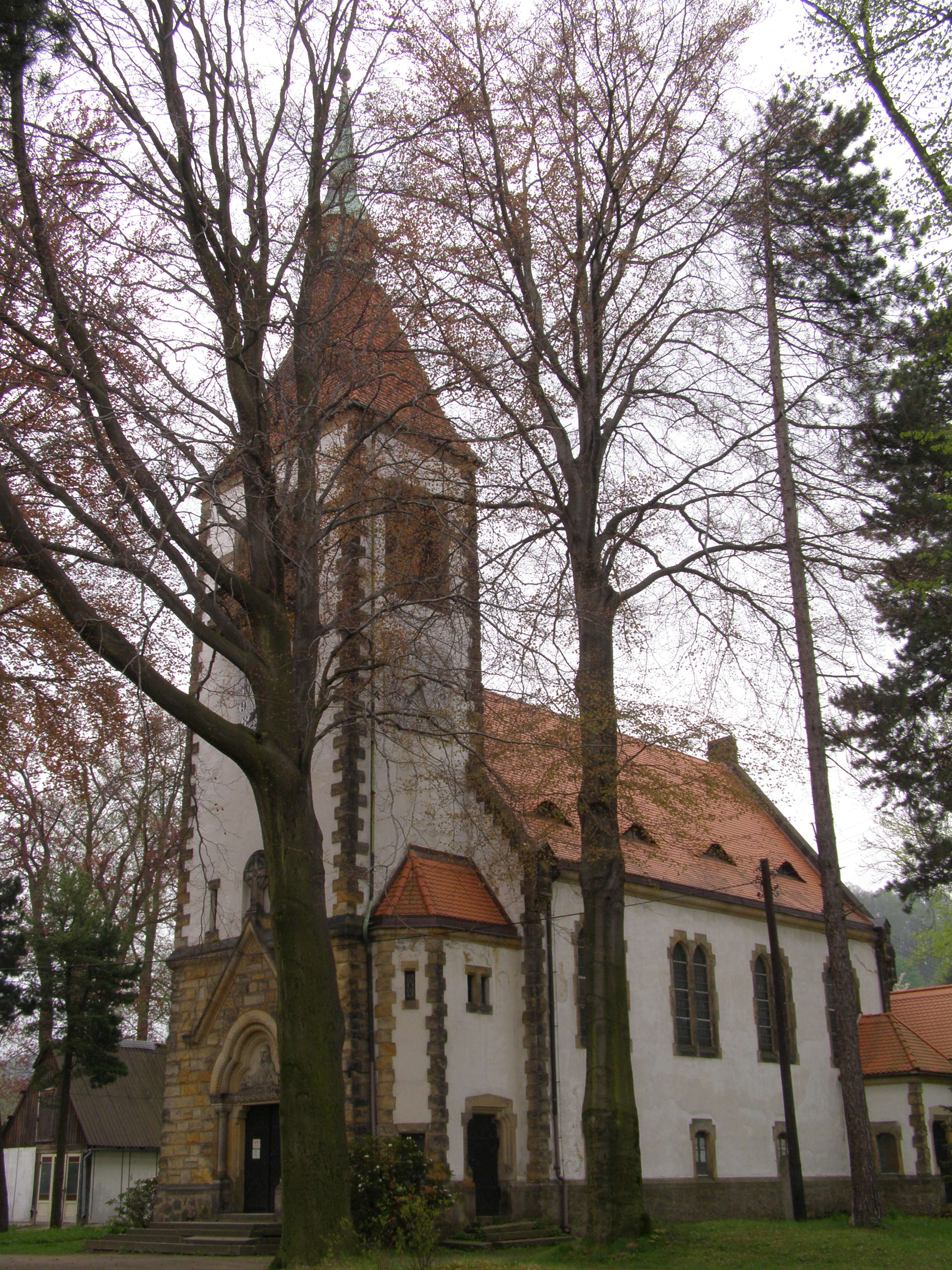
Christus-Erlöser-Kirche Friedland

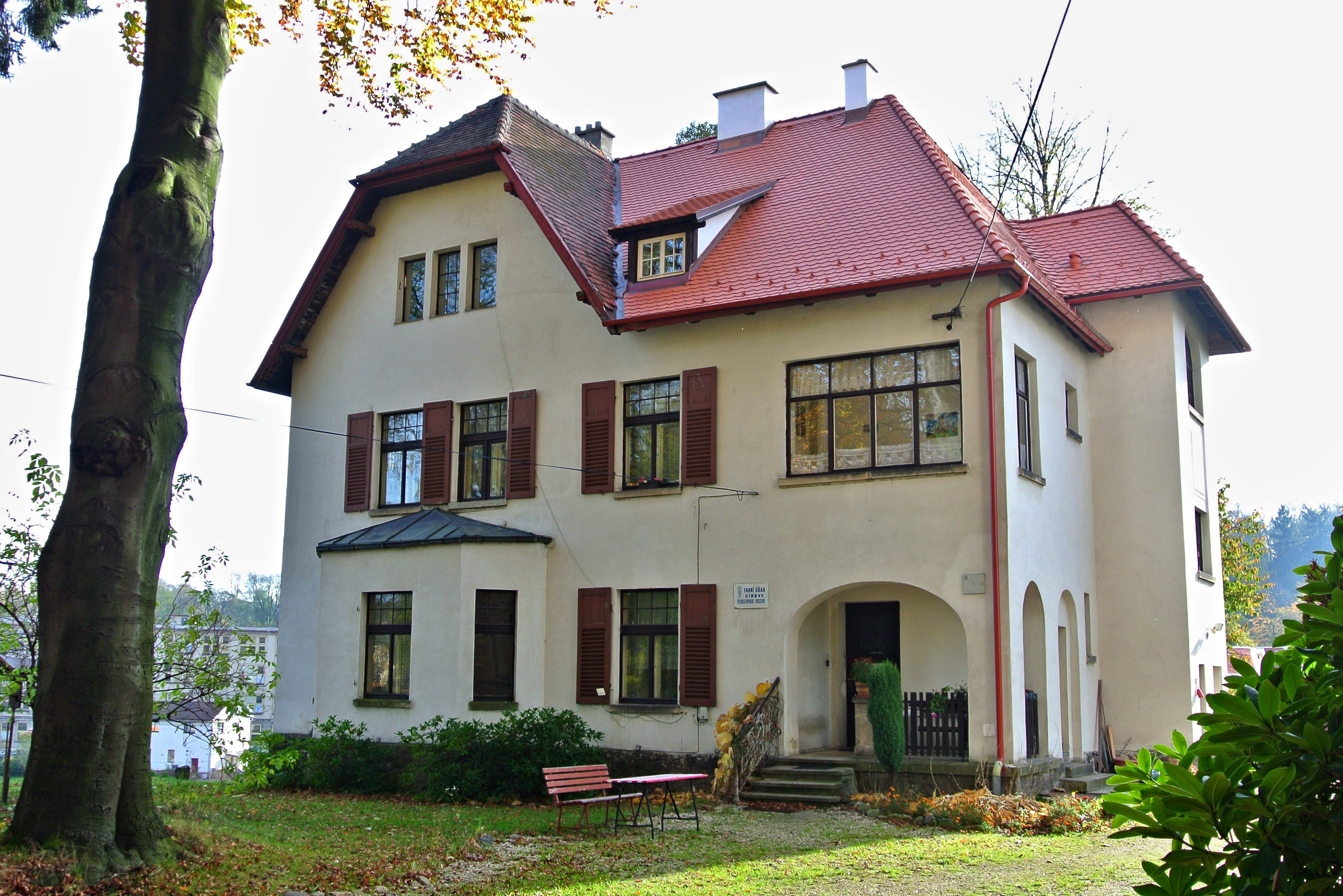
Pfarrhaus

Die Christus-Erlöser-Kirche ist die ehemalige evangelisch-lutherische Pfarrkirche der nordböhmischen Stadt Friedland in Böhmen im Bezirk Liberec (Reichenberg) in Tschechien. Bis 1918 gehörte sie der Evangelischen Superintendentur A. B. Westböhmen, bis 1945 der Deutschen Evangelischen Kirche in Böhmen, Mähren und Schlesien, seither der Evangelischen Kirche der Böhmischen Brüder an.

## Geschichte
Unter dem Patronat der Herren von Bieberstein und der ihnen 1551 nachfolgenden Herren von Redern erfuhr Friedland den Übergang zum Protestantismus. In den Jahren von 1549 bis 1551 wurde die Stadtkirche als lutherische Pfarrkirche neu erbaut. Mit dem Übergang der Herrschaft an Albrecht von Wallenstein wurde 1620 zugleich die Gegenreformation durchgesetzt und die Kirche unter dem Titel der Kreuzauffindung dem katholischen Ritus überantwortet, wobei der nicht zum Übertritt bereite Teil der Bevölkerung in das benachbarte Sachsen auswich. Erst im ausgehenden 19. Jahrhundert bildete sich durch den Zuzug sächsischer Textilarbeiter wieder ein evangelisches Gemeindeleben heraus, das 1898 zur Pfarrgründung und von 1902 bis 1904 zum Bau einer evangelischen Kirche führte. Mit finanzieller Unterstützung des Gustav-Adolf-Werks und des rheinischen Textilfabrikanten Christian Gottlieb Ernst Rolffs, der in Friedland ein Zweigwerk besaß, entstand am Stadtrand Friedlands die evangelische Christuskirche. Mit Planung und Bau von Kirche und Pfarrhaus wurde der Sohn des Fabrikanten, Julius Rolffs, beauftragt, in dessen von Villenbauten bestimmtem Gesamtwerk die Friedländer Kirche der einzige Sakralbau bleiben sollte.

## Architektur
Der von Julius Rolffs errichtete Kirchenbau stellt eine neugotische Saalkirche mit einem querrechteckig vorgelagerten Westturm dar. Das Innere wird durch den offenen Dachstuhl geprägt. Die Glasfenster stammen aus der Königlich Sächsischen Hofglasmalerei C. L. Türcke aus Zittau. Ein Fenster zeigt das Wappen der Katharina von Redern, die den lutherischen Glauben in Friedland maßgeblich gefördert hatte.